# Aniptumnus
Aniptumnus is een geslacht van kreeftachtigen uit de klasse van de Malacostraca (hogere kreeftachtigen).

## Soorten
- Aniptumnus nefissurus (Garth & Kim, 1983)
- Aniptumnus quadridentatus (de Man, 1895)
- Aniptumnus vietnamicus Ng & Clark, 2008